# بيليول
بايلول (النطق الفرنسي: [bajœl]؛ بيل باللغة الهولندية) هي بلدية في قسم الشمال في شمال فرنسا. تقع في فلاندرز الفرنسية، على بعد 3 كم (2 ميل) من الحدود البلجيكية و26 كم (16 ميل) شمال غرب ليل.

## وسائط
بايلول هي مسقط رأس المخرج الفرنسي برونو دومون وكانت بمثابة مكان لتصوير أول فيلمين روائيين له. هذه المنطقة هي أيضًا مكان في كتاب تيموثي فيندلي The Wars.

## النقاط المثيرة للاهتمام
تم إدراج قاعة المدينة وبرج الجرس في بايلول في قائمة اليونسكو للتراث العالمي في عام 2005 كجزء من موقع أبراج الجرس في بلجيكا وفرنسا، تقديرًا لأهميتهما في صعود السلطة البلدية في أوروبا.
تعتبر Jardin des Plantes Sauvages du Conservatoire botanique national de Bailleul حديقة نباتية من النباتات المحمية. يوجد أكثر من 850 نوعًا من النباتات المحلية في الحديقة.

## وصلات خارجية
- الموقع الرسمي